# 1981-es Dakar-rali
Az 1981-es Dakar-rali 1981. január 1-jén rajtolt Párizsból, és január 20-án ért véget Dakar városában. A 3. alkalommal megrendezett versenyen 106 motoros, 170 autós, és 15 kamionos egység vett részt.

## Útvonal
| #   | Dátum      | Honnan           | Hová             | Össztáv (km)    |
| --- | ---------- | ---------------- | ---------------- | --------------- |
| 1.  | január 1.  | Párizs           | Olivet           |                 |
| 2.  | január 2.  | Olivet           | Sète             |                 |
| –   | január 3.  | Utazás Afrikába  | Utazás Afrikába  | Utazás Afrikába |
| 3.  | január 4.  | Algír            | Moudjbara        | 300             |
| 4.  | január 5.  | Moudjbara        | Bordj Omar Driss | 949             |
| 5.  | január 6.  | Bordj Omar Driss | Tit              | 605             |
| 6.  | január 7.  | Tit              | Timeaouine       | 540             |
| 7.  | január 8.  | Timeaouine       | Gao              | 740             |
| –   | január 9.  | Pihenőnap        | Pihenőnap        | Pihenőnap       |
| 8.  | január 10. | Gao              | Timbuktu         | 412             |
| 9.  | január 11. | Timbuktu         | Niono            | 570             |
| 10. | január 12. | Niono            | Bobo-Dioulasso   | 1 080           |
| 11. | január 13. | Bobo-Dioulasso   | Bouna            | 828             |
| 12. | január 14. | Bouna            | Korhogo          | 326             |
| 13. | január 15. | Korhogo          | Kolokani         | 310             |
| –   | január 16. | Pihenőnap        | Pihenőnap        | Pihenőnap       |
| 14. | január 17. | Kolokani         | Nioro du Sahel   | 297             |
| 15. | január 18. | Nioro du Sahel   | Bakel            | 325             |
| 16. | január 19. | Bakel            | Louga            | 143             |
| 17. | január 20. | Louga            | Dakar            | 96              |

## Végeredmény
A versenyt összesen 28 motoros, 91 autós és 8 kamionos fejezte be.

### Motorok
| #  | Versenyző           | Típus  |
| -- | ------------------- | ------ |
| 1. | Hubert Auriol (FRA) | BMW    |
| 2. | Serge Bacou (FRA)   | Yamaha |
| 3. | Michel Merel (FRA)  | Yamaha |

### Autók
| #  | Versenyző / Navigátor                              | Típus       |
| -- | -------------------------------------------------- | ----------- |
| 1. | René Metge (FRA) · Bernard Giroux (FRA)            | Range Rover |
| 2. | Hervé Cotel (FRA) · Corbetta (FRA)                 | Buggy Cotel |
| 3. | Jean-Calude Briavoine (FRA) · André Deliaire (FRA) | Lada Niva   |

### Kamionok
| #  | Versenyző/Navigátor                                       | Típus     |
| -- | --------------------------------------------------------- | --------- |
| 1. | Adrien Villette (FRA) · Gabrelle (FRA) · Voillereau (FRA) | ALM/ACMAT |
| 2. | Jacques Briy (FRA) · Salou (FRA) · Peu (FRA)              | Ford      |
| 3. | Georges Groine (FRA) · De Saulieu (FRA) · Malferiol (FRA) | Mercedes  |

## Érdekesség
- A versenyen részt vett egy átépített Rolls-Rolyce Corniche.[1]

## Külső hivatkozások
- A Dakar-rali hivatalos honlapja (angolul) (franciául) (spanyolul)